# 20 Dywizja Piechoty (III Rzesza)
20 Dywizja Piechoty (zmotoryzowana) (niem. 20. Infanterie-Division (mot.) – niemiecka zmotoryzowana dywizja piechoty z okresu II wojny światowej, uczestniczyła w agresji na Polskę i Francję oraz ataku na Związek Radziecki.

## Historia
Dywizja została sformowana zgodnie z rozkazem z 15 października 1935 w Hamburgu. Jesienią 1937 została zmotoryzowana.
W sierpniu 1939 przerzucona na Pomorze w rejon Słupska. Wzięła udział w agresji na Polskę w składzie XIX Korpusu 4 Armii Grupy Armii „Północ”.
W październiku powróciła do Hamburga, a następnie została przerzucona do Dolnej Nadrenii, gdzie weszła w skład XVI Korpusu Armijnego 6 Armii.
W składzie XVI Korpusu wzięła udział w kampanii francuskiej. Początkowo walczyła w Holandii i Belgii, a następnie Francji. Po zakończeniu walk pozostała we Francji do kwietnia 1941.
W maju 1941 przerzucona do Prus Wschodnich, a w czerwcu weszła w skład XXXIX Korpusu Armijnego 3 Grupy Pancernej Grupy Armii „Środek”. W składzie tego korpusu wzięła udział w ataku na ZSRR na kierunku Białystok–Mińsk.
We wrześniu 1941 wraz z XXXIX Korpusem weszła w skład 16 Armii Grupy Armii „Północ” i przerzucona do Tichwina. Od tego momentu do listopada 1942 uczestniczyła w walkach pod Leningradem.
W grudniu 1942 została przerzucona pod Witebsk, weszła w skład Grupy Armii „Środek”, początkowo pozostając w odwodzie. W lutym 1943 weszła w skład XXXXIII Korpusu 3 Armii Pancernej, walcząc w rejonie Witebska.
Rozkazem z dnia 23 lipca 1943 została przeformowana w 20 Dywizję Grenadierów Pancernych.

## Dowódcy dywizji
- gen. por. Maximilian Schwandner (1935 – 1938)
- gen. por. Mauritz von Wiktorin[2] (1938 – 1940)
- gen. mjr/gen. por. Hans Zorn (1940 – 1942)
- gen. mjr/gen. por. Erich Jaschke (1942 – 1943)
- gen. mjr Georg Jauer (1943)

Szefowie sztabu:
- ppłk Werner Friebe (w czasie agresji na Polskę[2])

## Struktura organizacyjna
Skład w 1939:
- 69 pułk piechoty (zmot) (Infanterie-Regiment 69 (mot.))
- 76 pułk piechoty (zmot) (Infanterie-Regiment 76 (mot.))
- 90 pułk piechoty (zmot) (Infanterie-Regiment 90 (mot.))
- 20 pułk artylerii (Artillerie-Regiment 20)
- I/56 pułk artylerii (I. Abteilung Artillerie-Regiment 56)
- 20 batalion rozpoznawczy (Aufklärungs-Abteilung 20)
- 20 dywizjon przeciwpancerny (Panzerabwehr-Abteilung 20)
- 20 batalion pionierów (Pionier-Bataillon 20)
- 20 batalion łączności (Nachrichten.-Abteilung 20)

Skład w 1940:
- 76 pułk
- 76 pułk piechoty (zmot) (Infanterie-Regiment 76 (mot.))
- 90 pułk piechoty (zmot) (Infanterie-Regiment 90 (mot.))
- 20 pułk artylerii (Artillerie-Regiment 20)
- 20 batalion rozpoznawczy (Aufklärungs-Abteilung 20)
- 20 dywizjon niszczycieli czołgów (Panzerjäger-Abteilung 20)
- 20 batalion pionierów (Pionier-Bataillon 20)
- 20 batalion łączności (Nachrichten.-Abteilung 20)